# Stefano Travaglia
Stefano Travaglia (født 18. december 1991 i Ascoli Piceno, Italien) er en professionel tennisspiller fra Italien.